# Episodi di Ed (quarta stagione)
La quarta stagione della serie televisiva Ed è stata trasmessa in anteprima negli Stati Uniti d'America dalla NBC tra il 21 settembre 2003 e il 6 febbraio 2004.
| nº | Titolo originale     | Titolo italiano | Prima TV USA      | Prima TV Italia |
| -- | -------------------- | --------------- | ----------------- | --------------- |
| 1  | New School           | inedito         | 21 settembre 2003 | inedito         |
| 2  | New Car Smell        | inedito         | 1º ottobre 2003   | inedito         |
| 3  | The Dream            | inedito         | 8 ottobre 2003    | inedito         |
| 4  | History Lessons      | inedito         | 15 ottobre 2003   | inedito         |
| 5  | Death, Debt & Dating | inedito         | 22 ottobre 2003   | inedito         |
| 6  | The Offer            | inedito         | 29 ottobre 2003   | inedito         |
| 7  | Goodbye Stuckeyville | inedito         | 5 novembre 2003   | inedito         |
| 8  | Therapy              | inedito         | 12 novembre 2003  | inedito         |
| 9  | The Proposal         | inedito         | 19 novembre 2003  | inedito         |
| 10 | Just a Formality     | inedito         | 10 dicembre 2003  | inedito         |
| 11 | Home for Christmas   | inedito         | 17 dicembre 2003  | inedito         |
| 12 | The Process          | inedito         | 7 gennaio 2004    | inedito         |
| 13 | Back in the Saddle   | inedito         | 9 gennaio 2004    | inedito         |
| 14 | Hidden Agendas       | inedito         | 16 gennaio 2004   | inedito         |
| 15 | Pressure Points      | inedito         | 23 gennaio 2004   | inedito         |
| 16 | Best Wishes          | inedito         | 30 gennaio 2004   | inedito         |
| 17 | Happily Ever After   | inedito         | 6 febbraio 2004   | inedito         |